# Ebrahim Mirzapour
Ebrahim Mirzapour (ur. 16 września 1978 w Mamulan) – irański piłkarz występujący na pozycji bramkarza.